# Кара-Сал, Борис Комбуй-оолович
Борис Комбуй-оолович Кара-Сал — доктор технических наук, профессор, Заслуженный работник образования Республики Тыва (2004), Почетный работник высшего профессионального образования Российской Федерации (2010), один из научных редакторов и составителей «Урянхайско-тувинской энциклопедии», один из создателей «Словника „Урянхайско-тувинской энциклопедии“» (2018—2021).

## Биография
Кара-Сал Борис Комбуй-оолович родился 11 ноября 1957 года в с. Солчур Овюрского района Республики Тыва. Учился в Саглынской восьмилетней школе, окончил Солчурскую среднюю школу, строительный факультет Кызылского филиала Красноярского политехнического института по специальности «Промышленное и гражданское строительство» (1980), аспирантуру Ленинградского инженерно-строительного института (1985).

## Деятельность
В 1985 году защитил диссертацию на соискание ученой степени кандидата технических наук по теме «Керамические и другие строительные материалы из сырья Тувы». С 1985 года работал ассистентом, старшим преподавателем, заведующим кафедрой в Кызылском филиале Красноярского политехнического института, деканом инженерно-технического факультета Тувинского государственного университета (1996—2000), проректором по экономике Тувинского государственного университета (2001—2008). В 2007 году защитил диссертацию на соискание ученой степени доктора технических наук по теме «Керамические материалы, обожженные при пониженном давлении». С марта 2009 года заведующий кафедрой «Промышленное и гражданское строительство» Тувинского государственного университета. Создал научно-производственный центр «Силикат» с научно-исследовательской лабораторией. Председатель научно-технического Совета Министерства образования и науки Республики Тыва по строительству. Председатель общественного Совета Министерства строительства Республики Тыва. В 2021 году награжден медалью имени Альфреда Нобеля за вклад в науку и развитие изобретательства.

## Почетные звания
«Заслуженный работник образования Республики Тыва» (2004 г.)
Лауреат Премии Председателя Правительства РТ в области науки и техники (2007 г.)
«Почетный работник высшего профессионального образования Российской Федерации» (2010 г.)
Лауреат Премии Председателя Правительства РТ в области науки и техники (2015 г.)
Заслуженный деятель науки Республики Тыва

## Научные труды

### Диссертации
1. Кара-сал Б. К. Керамические и другие строительные материалы из сырья Тувы: автореферат диссерт. на соиск. уч. степени кандидата технических наук: 05.23.05. — Л.: ЛИСИ, 1985. — 21 с.
2. Кара-сал Б. К. Керамические материалы, обожженные при пониженном давлении: автореферат диссертации на соискание ученой степени доктора технических наук: 05.23.05. — Новосибирск: НГАСУ, 2007. — 44 с.

### Монографии
1. Кара-сал Б. К. Минеральное сырьё Тувы для производства строительных материалов. — Кызыл: РИО ТувГУ, 2009. — 163 с.
2. Кара-сал Б. К. Полифункциональные добавки для производства керамических стеновых материалов. — Кызыл: РИО ТувГУ, 2012. — 131 с.
3. Кара-сал Б. К. Керамические материалы, обожженные при пониженном давлении. — Кызыл: РИО ТувГУ, 2014. — 212 с.

### Патенты на изобретения
1. Патент РФ № 2250205 Керамическая масса для изготовления стеновых материалов. / Кара-сал Б. К., Ондар Э. Э., Биче-оол Н. М. Заявл. 11.04.2003. Опубл. 23.04.2005. Бюлл. № 11.
2. Патент РФ № 2278088 Керамическая масса для изготовления майоликовых изделий. / Кара-сал Б. К., Сат К. Л., Ондар Э. Э. Заявл. 24.11.2004. Опубл. 20.06.2006. Бюлл. № 17.
3. Патент РФ № 2389708 Керамическая масса для изготовления стеновых материалов. / Кара-сал Б. К., Ондар Э. Э., Седип С. С., Сат Д. Х. Заявл. 30.01.2009. Опубл. 20.05.2010. Бюлл. № 14.
4. Патент РФ № 2430900 Керамическая масса для изготовления плиток для пола. / Кара-сал Б. К., Саая Б. О., Монгуш Д. С. Заявл. 8.02.2010. Опубл. 10.10.2014. Бюлл. № 28.
5. Патент РФ № 2549641 Керамическая масса для изготовления клинкерного кирпича. / Кара-сал Б. К., Молдурушку М. О., Серен Ш. В. Заявл. 11.02.2014. Опубл. 27.04.2015. Бюлл. № 12.